# 32
Cette page concerne l'année 32  du calendrier julien. Pour l'année 32 av. J.-C., voir 32 av. J.-C. Pour le nombre 32, voir 32 (nombre).
L'année 32 est une année bissextile qui commence un mardi.

## Événements
- M. Terentius, chevalier romain accusé d'être un ami de Séjan, est absous après l'avoir avoué[1].
- Tibère approche de Rome sans entrer dans la ville et fait exécuter les amis de Séjan[1].
- Lucius Aelius Lamia devient préfet de Rome[1].
- Famine à Rome[1].

## Naissances en 32
- 28 avril : Marcus Silvius Othon, futur empereur (69), à Ferentium en Étrurie, fils de Lucius Salvius Otho et d'Alba Terentia[1].

## Décès en 32
- Lucius Pison, préfet de Rome[1].